# Hayton (Carlisle)
Hayton – wieś w Anglii, w Kumbrii, w dystrykcie (unitary authority) Cumberland. Leży 12 km na wschód od miasta Carlisle i 418 km na północny zachód od Londynu. W 2001 miejscowość liczyła 2180 mieszkańców.